# Wilhelm Weinmeier
Wilhelm Weinmeier (* 1. Juli 1955 in Kirchberg an der Pielach) ist ein österreichischer Elektrotechniker und Politiker (FPÖ). Weinmeier war von 1999 bis 2002 Abgeordneter zum Nationalrat.

## Ausbildung und Beruf
Weinmeier besuchte von 1961 bis 1969 die Volks- und Hauptschule und im Anschluss die Höhere Technische Lehranstalt Sankt Pölten, Abteilung Elektrotechnik, wo er 1974 die Matura ablegte und später die Standesbezeichnung Ingenieur erwarb. Zwischen 1974 und 1975 leistete Weinmeier den Präsenzdienst ab.
Weinmeier arbeitete von 1975 bis 1992 als technischer Angestellter bei Schubert Elektroanlagen GmbH in Ober-Grafendorf und machte sich 1992 als Elektrotechniker mit einem Technischen Büro selbständig.

## Politik
Weinmeier war von 1988 bis 1996 Mitglied des Landesparteivorstandes der FPÖ Niederösterreich und von 1988 bis 1994 Mitglied der Bundesparteileitung. Er wurde zudem 1998 erneut in den Landesparteivorstand gewählt und hatte zwischen 1990 und 1992 die Funktion des Landesparteiobmann-Stellvertreters inne. Ab 1995 war Weinmeier zudem Mitglied des Fachgruppenausschusses der Wirtschaftskammer Niederösterreich. Weinmeier ist Mitglied im Landesvorstand des RFW-Niederösterreich.
Wilhelm Weinmeier trat 1979 der FPÖ bei und war von 1980 und 1990 Gemeinderat in Kirchberg an der Pielach und ab 1990 geschäftsführendes Mitglied des Gemeinderates. 2005 kandidierte Weinmeier mit der „Freien Liste“ und zog als einziger Kandidat der Liste in den Gemeinderat ein. Weinmeier vertrat die FPÖ von 1988 bis 1993 im Niederösterreichischen Landtag, zudem war er von 29. Oktober 1999 bis 19. Dezember 2002 Abgeordneter zum Nationalrat. Bei der Nationalratswahl 2002 kandidierte Weinmeier als Spitzenkandidat im Wahlkreis 3D (Niederösterreich Mitte), verfehlte jedoch auf Grund der schweren Verluste der FPÖ den Wiedereinzug in den Nationalrat.

## Privates
Weinmeier ist verheiratet.

## Auszeichnungen
Weinmeier ist Träger des Ehrenringes in Gold der Marktgemeinde Kirchberg an der Pielach.